# Бротен, Нил
Нил Ламой Бротен (англ. Neal LaMoy Broten, род. 29 ноября 1959 года) — американский хоккеист. В 1980 году он в составе национальной сборной выиграл золотые медали в хоккейном турнире на Олимпийских играх в Лейк-Плэсиде. В НХЛ Бротен выступал за «Миннесоту Норт Старз», «Даллас Старз», «Нью-Джерси Девилз» и «Лос-Анджелес Кингз» и провёл 1099 игр, в 1995 году став обладателем кубка Стэнли в составе «Девилз».

## Биография
Нил учился в средней школе в родном городе Розо (штат Миннесота), эту же школу посещали его братья Аарон и Пол, тоже ставшие профессиональными хоккеистами и проведшие по несколько сотен матчей в НХЛ. Нил был лидером школьной команды «Розо Рэмс».
В своём первом сезоне 1978—1979 в студенческой команде ВКХА (WCHA, Западная студенческая хоккейная ассоциация) «Миннесота Голден Гоферз» Бротен сделал 50 голевых передач и был признан новичком года ВКХА, а его команда выиграла чемпионат. В финале хоккейного турнира Национальной ассоциации студенческого спорта против команды университета Северной Дакоты Бротен отметился заброшенной шайбой и голевой передачей. Тренер «Гоферс» Хёрб Брукс был назначен тренером олимпийской сборной США, сформированной из игроков студенческих лиг, одним из которых стал Бротен. Эта команда сенсационно победила на Олимпийских играх 1980 года в Лейк-Плэсиде, а победа со счётом 4:3 над безоговорочным фаворитом игр сборной СССР вошла в историю под названием «чудо на льду».
В 1981 году Бротен первым получил только что учреждённый приз лучшему игроку студенческих лиг Хоби Бейкер Эворд. В конце сезона 1980—1981 он дебютировал в НХЛ в составе «Миннесота Норт Старз» и тогда же сыграл в финале кубка Стэнли, который «Миннесота» проиграла. В составе «Миннесоты» и, после переезда франшизы в Даллас в 1993 году, «Даллас Старз» Бротен провёл 13 полных сезонов (а также два неполных), включая проигранный финал кубка Стэнли в 1991 году. В сезоне 1985—1986 Бротен набрал 105 очков (29 голов и 76 передач) и стал первым американцем, которому покорился рубеж в 100 очков за сезон. В 1983 и 1986 годах он участвовал в матче всех звёзд НХЛ.
По ходу сезона 1994—1995 Бротен был обменян в «Нью-Джерси Девилз». Вместе с «Девилз» он выиграл кубок Стэнли 1995 года, в финале в четырёх матчах обыграв «Детройт Ред Уингз». В четвёртой игре (5:2 в пользу «Девилз») Бротен сделал дубль, в том числе забросил победную шайбу. Он стал вторым после Кена Морроу олимпийским чемпионом 1980 года, который завоевал кубок Стэнли. Всего в плей-офф 1995 года нападающий забросил 7 шайб и набрал 19 очков.
В середине сезона 1996—1997 «Девилз» обменяли Бротена в «Лос-Анджелес Кингз», и в том же сезоне «Кингз» выставили хоккеиста на драфт отказов, откуда его забрал «Даллас». По окончании сезона Бротен завершил карьеру хоккеиста. В тот момент он был рекордсменом франшизы по целому ряду показателей, включая количество игр, шайб, передач и проведённых сезонов. Осенью 1998 года Бротен ненадолго вернулся в строй, чтобы помочь сборной США пройти квалификационный турнир к чемпионату мира 1999 года, через который сборная должна была пробиваться из-за провального выступления на чемпионате 1998 года и на который не поехали действующие хоккеисты, проводившие сезон в НХЛ.
В 1998 году «Даллас Старз» изъяли из обращения номер 7, под которым Бротен выступал за команду. В том же году за заслуги в развитии хоккея в США Бротен был удостоен награды Лестер Патрик Трофи. В 2000 году он был введён в Зал хоккейной славы США.

## Статистика выступлений
| 1978–79     | Миннесотский университет | ВКХА        | 40   | 21  | 50  | 71  | 18  | —   | —  | —  | —  | —  |
| 1979–80     | Сборная США              |             | 55   | 25  | 30  | 55  | 20  | —   | —  | —  | —  | —  |
| 1980–81     | Миннесотский университет | ВКХА        | 36   | 17  | 54  | 71  | 56  | —   | —  | —  | —  | —  |
| 1980–81     | «Миннесота Норт Старз»   | НХЛ         | 3    | 2   | 0   | 2   | 12  | 19  | 1  | 7  | 8  | 9  |
| 1981–82     | «Миннесота Норт Старз»   | НХЛ         | 73   | 38  | 60  | 98  | 42  | 4   | 0  | 2  | 2  | 0  |
| 1982–83     | «Миннесота Норт Старз»   | НХЛ         | 79   | 32  | 45  | 77  | 43  | 9   | 1  | 6  | 7  | 10 |
| 1983–84     | «Миннесота Норт Старз»   | НХЛ         | 76   | 28  | 61  | 89  | 43  | 16  | 5  | 5  | 10 | 4  |
| 1984–85     | «Миннесота Норт Старз»   | НХЛ         | 80   | 19  | 37  | 56  | 39  | 9   | 2  | 5  | 7  | 10 |
| 1985–86     | «Миннесота Норт Старз»   | НХЛ         | 80   | 29  | 76  | 105 | 47  | 5   | 3  | 2  | 5  | 2  |
| 1986–87     | «Миннесота Норт Старз»   | НХЛ         | 46   | 18  | 35  | 53  | 33  | —   | —  | —  | —  | —  |
| 1987–88     | «Миннесота Норт Старз»   | НХЛ         | 54   | 9   | 30  | 39  | 32  | —   | —  | —  | —  | —  |
| 1988–89     | «Миннесота Норт Старз»   | НХЛ         | 68   | 18  | 38  | 56  | 57  | 5   | 2  | 2  | 4  | 4  |
| 1989–90     | «Миннесота Норт Старз»   | НХЛ         | 80   | 23  | 62  | 85  | 45  | 7   | 2  | 2  | 4  | 18 |
| 1990–91     | «Миннесота Норт Старз»   | НХЛ         | 79   | 13  | 56  | 69  | 26  | 23  | 9  | 13 | 22 | 6  |
| 1991–92     | «Миннесота Норт Старз»   | НХЛ         | 76   | 8   | 26  | 34  | 16  | 7   | 1  | 5  | 6  | 2  |
| 1992–93     | «Миннесота Норт Старз»   | НХЛ         | 82   | 12  | 21  | 33  | 22  | —   | —  | —  | —  | —  |
| 1993–94     | «Даллас Старз»           | НХЛ         | 79   | 17  | 35  | 52  | 62  | 9   | 2  | 1  | 3  | 6  |
| 1994–95     | «Даллас Старз»           | НХЛ         | 17   | 0   | 4   | 4   | 4   | —   | —  | —  | —  | —  |
| 1994–95     | «Нью-Джерси Девилз»      | НХЛ         | 30   | 8   | 20  | 28  | 20  | 20  | 7  | 12 | 19 | 6  |
| 1995–96     | «Нью-Джерси Девилз»      | НХЛ         | 55   | 7   | 16  | 23  | 14  | —   | —  | —  | —  | —  |
| 1996–97     | «Нью-Джерси Девилз»      | НХЛ         | 3    | 0   | 1   | 1   | 0   | —   | —  | —  | —  | —  |
| 1996–97     | «Лос-Анджелес Кингз»     | НХЛ         | 19   | 0   | 4   | 4   | 0   | —   | —  | —  | —  | —  |
| 1996–97     | «Даллас Старз»           | НХЛ         | 20   | 8   | 7   | 15  | 12  | 2   | 0  | 1  | 1  | 0  |
| Итого в НХЛ | Итого в НХЛ              | Итого в НХЛ | 1099 | 289 | 634 | 923 | 569 | 135 | 35 | 63 | 98 | 77 |